# Søstrup
Søstrup er en landsby på Nordvestsjælland med 336 indbyggere  (2024). Søstrup er beliggende i Søstrup Sogn tre kilometer øst for Regstrup og syv kilometer syd for Holbæk. Landsbyen tilhører Holbæk Kommune og er beliggende i Region Sjælland.
Søstrup Kirke ligger i landsbyen.